# Kors (tecken)

Enkelkorset (†) och dubbelkorset (‡) i olika utformningar.

Kors (†), U+2020 DAGGER, är ett tecken som har formen av ett latinskt kors och användes tidigare i svensk text som nottecken i stället för asterisk eller notsiffror, som är brukligt i modern svensk text. Korset används fortfarande som nottecken i modern engelsk litteratur, och har en särskild plats i Unicode-uppsättningen. Ibland ses benämningen "dolktecken" efter engelskan, efter dess härkomst ur tecknet obelus. 
I svensk text används korset numera främst för att visa dödsdag, till exempel i dödsannonser, där asterisk (*) visar födelsedatum:
| † Beata Lundström * 28 nov. 1892 † 15 maj 1976 ... |

Tecknet används även i protokoll över schack-partier för att beteckna att en av kungarna står i schack. Där används dubbelkorset för att beteckna schack matt.
På kartor anger ett (liggande) kors platsen för en kyrka.
I floror och svampböcker har korset använts för att beteckna giftighet. Betydelsen brukar då vara † = giftig och †† = mycket giftig/dödligt giftig. Ibland förekommer även beteckningen (†) = oätlig, illasmakande. Dessa beteckningar är inte vedertagna utan måste kontrolleras mot förklaringen i aktuell bok. Numera brukar giftighet skrivas ut i klartext.
Unicode-koden för korset är U+2020 och HTML-koden &#134.